# Gustav Nossal

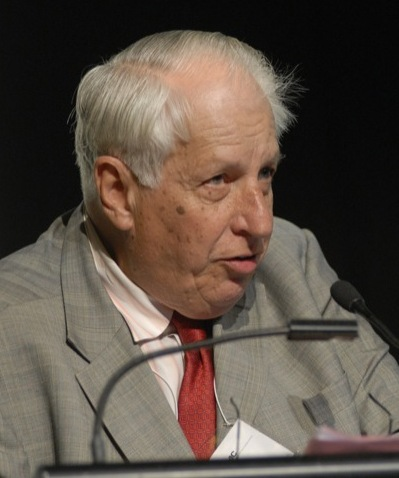
Gustav Nossal (2007)

Sir Gustav Victor Joseph Nossal (* 4. Juni 1931 in Bad Ischl) ist ein australischer Immunologe.
Nach dem Anschluss Österreichs zog seine Familie nach Australien. Nossal studierte Medizin an der Universität Sydney und arbeitete danach mit dem Nobelpreisträger Frank Macfarlane Burnet. Er konnte dessen Theorie der Antikörperbildung bestätigen und wurde bereits 1965 sein Nachfolger als Direktor des Walter and Eliza Hall Institute of Medical Research, was er bis 1996 blieb. Außerdem war er Professor für Medizinische Biologie an der University of Melbourne.
1996 war er einer der Gründer der Forschungsfirma Foursight.
Im Jahr 1970 erhielt er den Emil-von-Behring-Preis, 1977 wurde er als Knight Bachelor zum Ritter geschlagen, 1996 erhielt er die Robert-Koch-Medaille und 2000 wurde er Australian of the Year. Nossal ist Commander of the Order of the British Empire (CBE) und Companion of the Order of Australia. 1990 erhielt er den Albert Einstein World Award of Science. Er ist Mitglied der Australian Academy of Sciences, deren Präsident er 1994 bis 1998 war, und Mitglied der Royal Society. 1974 wurde er in die American Academy of Arts and Sciences gewählt, 1979 in die National Academy of Sciences. 1989 wurde er zum Mitglied der Académie des sciences gewählt. Seit 1997 ist er Ehrenmitglied der Österreichischen Akademie der Wissenschaften.